# Alsos
Alsos volt a fedőneve egy programnak, amelyben a második világháború végén a szövetségesek (főleg Nagy-Britannia és az Egyesült Államok) a német nukleáris energia programot térképezték fel, illetve meg kívánták szerezni a német nukleáris forrásokat, feljegyzéseket, anyagokat és kutatókat. Ezzel saját további kutatásukat kívánták segíteni valamint megelőzni, hogy mindezek a szovjetek kezébe kerüljenek és megtudni, meddig jutottak a németek a kutatásban. 
A program a Manhattan terv egy leágazása volt. Résztvevői szorosan követték a frontvonalakat, először Olaszországba, majd Franciaországba és Németországba. 

## A program
A projekt nevét gyakran még az amerikai hadsereg forrásai is ALSOS formában írják, mert tévesen azt gondolják, hogy betűszó. Valójában "alsos" görög szó, ami az angol "grove" (liget) szónak felel meg. A projekt neve szójáték volt Leslie M. Groves vezérőrnagy, a Manhattan Projekt katonai igazgatójának nevével. Az Alsos fő ösztönzője Groves volt, aki attól félt, hogy ha a német kutatások eredménye a szovjetekhez kerül, vége szakadhat az amerikai nukleáris monopóliumnak (ami röviddel később e nélkül is megtörtént). 
Az Alsos technikai-tudományos vezetője Samuel Goudsmit volt, katonai vezetője Boris Pash alezredes, a Manhattan Projekt korábbi biztonsági tisztje. A baseball játékos, ügyész és nyelvész Moe Berg is több alkalommal bekapcsolódott a munkába.
A projektnek sikerült megtalálnia és elszállítania a német kutatókat és a megmaradt feljegyzések és felszerelés jó részét is. A fontosabb kutatókat – köztük Werner Heisenberg, Otto Hahn és Carl Friedrich von Weizsäcker – több hónapig Angliában, Farm Hallban tartották fogva (Epsilon hadművelet), ahol beszélgetéseiket lehallgatták. 
Az Alsos konklúziója az volt, hogy a szövetségesek már 1942-re jócskán a német atomkutatás előtt jártak. A Manhattan tervhez képest a német program jelentősen alulfinanszírozott volt, elégtelen személyi háttérrel, és kérdéses, hogy Németországnak egyáltalán meglettek volna-e a forrásai és a lehetősége a szükséges elkülönítésre ahhoz, hogy a program az amerikai tervhez hasonlóan sikerhez vezessen. Egy monográfiában két évvel a háború után Goudsmit azt a véleményét is leírta, hogy a német program bukásának egyik alapvető oka volt az is, hogy a tudomány nem virágozhat totalitárius rendszerben. Ezt a tételét azonban megcáfolták a németek sikerei más területeken, például az első sugárhajtású repülőgép, a Me 262, az első lopakodó vadászbombázó, a Ho 229, az első ballisztikus rakéta, a V–2 kifejlesztésében; illetve a szovjetek tudományos sikerei. 
A szovjetek végül nem a németektől szereztek meg atomtitkokat, hanem maguktól az amerikaiaktól kémeiken keresztül, akik közt legalább két jól informált Los Alamos-i tudós volt Klaus Fuchs és Theodore Hall – ők meg akarták előzni az amerikai nukleáris monopólium megerősödését.